# Тибава (Закарпатская область)
Ти́бава (укр. Тибава, венг. Havasalja) — село в Свалявской городской общине Мукачевского района Закарпатской области Украины. Расположено в 11 км от Свалявы.

## История
Упоминание о селе есть в письменных источниках 1592 года. Во время антигабсбургских восстаний второй половины XVII века село было разрушено; восстановлено в первой половине XVIII века.
В годы оккупации Тибавы хортистской Венгрией местные жители помогали действовавшим в окрестных лесах партизанам.
В честь погибших воинов-односельчан в Тибаве в 1968 году установлен памятник.
В Тибаве родились известный украинский и российский историк и этнограф Юрий Венелин и поэт Андрей Карабелеш.